# Diacylperoxide
Diacylperoxide sind organisch-chemische Verbindungen, die sich von den Carbonsäuren ableiten (Carbonsäurederivate). 

## Herstellung
Die Umsetzung von Wasserstoffperoxid mit Carbonsäureanhydriden liefert Percarbonsäuren; bei Verwendung eines Überschusses des Carbonsäureanhydrids erhält man jedoch Diacylperoxide. Alternativ kann man Diacylperoxide auch durch die Umsetzung von Carbonsäurechloriden mit Wasserstoffperoxid in alkalischer Lösung herstellen.

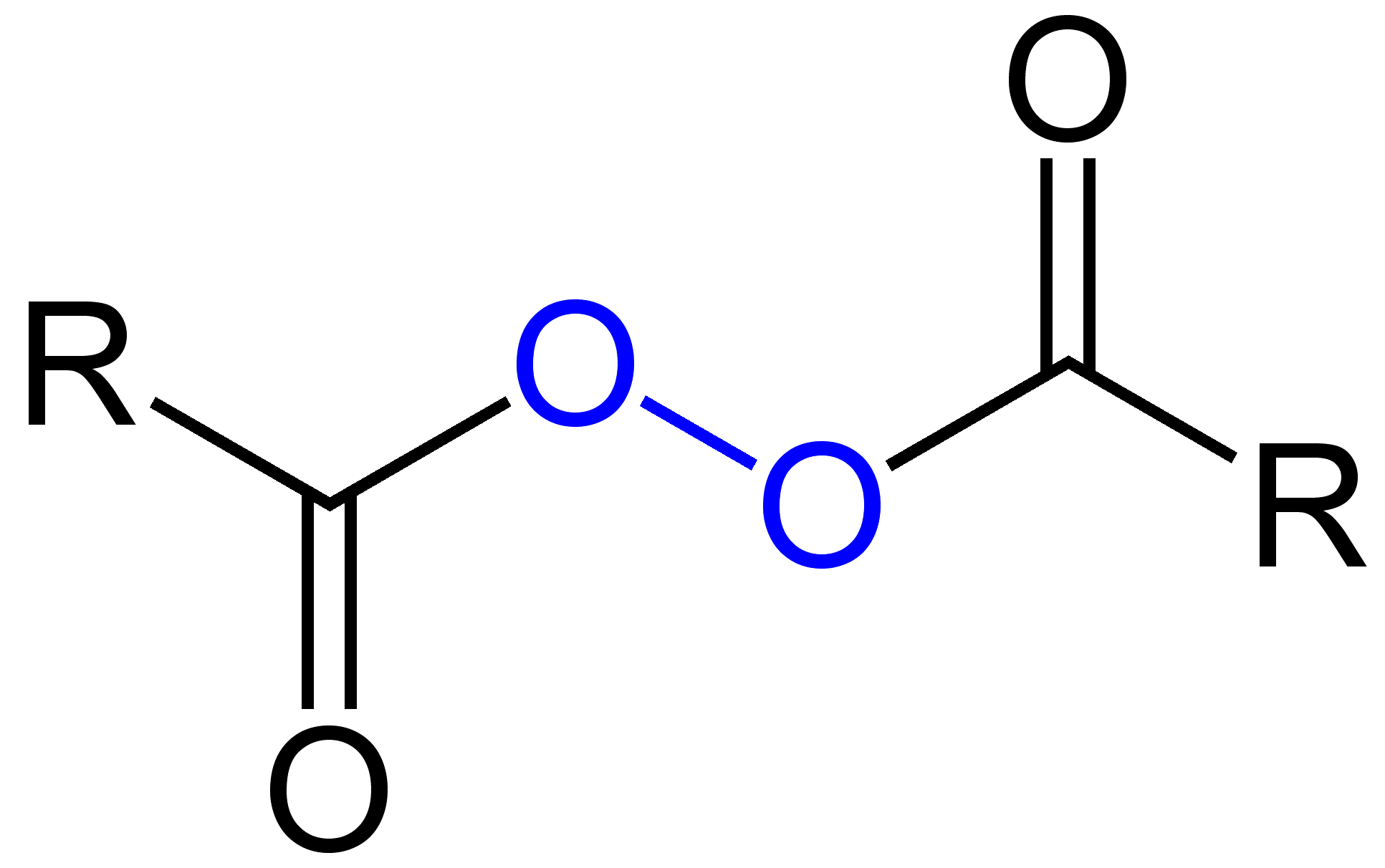
Allgemeine Formel der Diacylperoxide (R = Organylrest, z. B. Alkylrest, Arylrest) mit der blau markierten Peroxidgruppe. Beispiele: Dibenzoylperoxid (R = Phenyl), Diacetylperoxid (R = Methyl)

Zur technischen Synthese von Diacetylperoxid wird Essigsäureanhydrid mit Natriummetaborat·Peroxidhydrat umgesetzt.

## Verwendung
Diacylperoxide zerfallen beim Erhitzen leicht in Acyloxyradikale und Alkyl- bzw. Arylradikale. Deshalb werden Diacylperoxide oft als Initiatoren für radikalische Reaktionen eingesetzt. Beispiele:
- Radikalische Addition von Halogenwasserstoffen an Alkene.[3]
- Radikalstarter in der Herstellung synthetischer Elastomerer durch Peroxid-Aktivatoren.[4]

## Sicherheitshinweis
Bei der Handhabung von Diacylperoxide ist Vorsicht geboten. Insbesondere die aliphatischen Vertreter dieser Stoffgruppe neigen zum explosionsartigen Zerfall. In der Technik verzichtet man deshalb oft auf die Isolation der reinen Diacylperoxide. Stattdessen benutzt man oft Lösungen von Diacylperoxiden. 